# باز-کوکوی آفریقایی
باز-کوکوی آفریقایی یا بازک آفریقایی (نام علمی: Aviceda cuculoides) یک پرنده شکاری متوسط‌جثه از تیرهٔ بازان (Accipitridae) است که به دلیل شباهتش به کوکوی معمولی به این نام خوانده می‌شود. این پرنده در کشورهای جنوب صحرای آفریقا و در امتداد بخش‌های شرقی آفریقای جنوبی یافت می‌شود و جنگل‌های انبوه و درختان بومی یا غیربومی را ترجیح می‌دهد.